# Il ragazzo dei mondi infiniti
Il ragazzo dei mondi infiniti (InterWorld) è un romanzo di genere fantasy scritto da Neil Gaiman e Michael Reaves, pubblicato nel 2007.

## Trama
Joey è un ragazzo comune che frequenta le scuole superiori nella cittadina di Greenville. Nello svolgimento di un compito assegnatogli dal professore di educazione civica, Joey finisce per perdersi tra le vie della città. All'improvviso si trova davanti a un fitto banco di nebbia, che decide di attraversare: quel banco di nebbia però è in realtà un passaggio interdimensionale, e Joey si trova così catapultato in una Greenville situata in una realtà parallela in cui lui risulta essere morto per annegamento.
Improvvisamente compare una donna misteriosa, Lady Indigo, accompagnata da due strani energumeni: Scarabus, completamente ricoperto di tatuaggi, e Neville, dalla pelle trasparente. Il trio conduce con la forza Joey sulla loro nave volante, chiamata Lacrimae Mundi, in grado di viaggiare in una sorta di iperspazio denominato Altriverso. Sulla nave si è però intrufolato Jay, un uomo mascherato la cui missione è liberare Joey.
Jay riesce a portare in salvo l'ostaggio, ma rimane mortalmente ferito. Nel frattempo Joey conosce una bizzarra creatura: un favomoide di nome Kolor.  Prima di morire riesce però a spiegare a Joey cosa sta capitando: due forze contrapposte, una dotata di tecnologie stupefacenti e l'altra in grado di utilizzare la magia, si stanno dando battaglia per conquistare l'Altriverso. Jay appartiene a InterMondo, un'organizzazione che cerca di mantenere l'equilibrio fra le due forze, in modo che nessuna prevalga. Joey sarebbe molto utile ad InterMondo perché è un "Camminatore", ossia è in grado di aprire con la sola forza della mente dei passaggi interdimensionali che permettono di spostarsi rapidamente da un universo all'altro.
Grazie alle indicazioni di Jay, Joey raggiunge il quartier generale dell'organizzazione, dove scopre che tutti i Camminatori sono delle sue copie provenienti da diversi mondi. Joey inizia quindi un intenso corso di studi per entrare a far parte di InterMondo. Dopo qualche mese di addestramento, Joey e altri quattro Camminatori vengono incaricati di svolgere una piccola missione di esercitazione, ma si tratta di una trappola organizzata da Lady Indigo. A parte Joey, tutti i Camminatori vengono infatti catturati dagli scagnozzi della megera.
Joey fa quindi ritorno al quartier generale. Qui Joe, capo di InterMondo, decide che Joey non è all'altezza del compito, così gli cancella dalla memoria ogni ricordo dell'Altriverso e lo rispedisce sulla Terra dalla sua famiglia. Tuttavia Joey riesce in qualche modo a recuperare i ricordi di quell'avventura e decide di tornare nell'Altriverso per liberare i suoi compagni.
Joey riesce a individuare la nave in cui i suoi compagni sono tenuti ostaggio, ma viene a sua volta catturato da Lord Dogknife, un orrendo umanoide con il volto di iena. Joey viene portato al cospetto dei suoi compagni, prigionieri in una sala al cui centro campeggia un calderone in cui i Camminatori vengono "cucinati" per ricavarne una sostanza in grado di far viaggiare l'astronave attraverso le varie dimensioni parallele.
Joey riesce a rovesciare il calderone addosso ad alcune guardie, libera i compagni e poi fugge con loro passando attraverso la sala motori. Qui sono conservati degli strani contenitori al cui interno si trovano le essenze dei Camminatori uccisi nel calderone. Queste essenze, di fatto le anime dei morti, forniscono energia alla nave. Joey frantuma i contenitori mandando in panne il motore dell'astronave.
Il gruppo dei fuggitivi sconfigge Scarabus, sopraggiunto per fermarli, e infine va a caccia di Lord Dogknife. Lo trovano presto, tenuto prigioniero dalle anime dei Camminatori liberate poco prima.Quando cercano di scappare verso l'intermondo all'improvviso arriva Lady Indigo, ma Joey riesce a distrarla con un trucchetto e poi apre una porta dimensionale attraverso la quale tutta la sua squadra riesce a mettersi in salvo.
Tornato alla base da Joe, a Joey viene concesso di restare nell'Altriverso per prepararsi a nuove missioni con la sua squadra di Camminatori.

## Edizioni
- Neil Gaiman, Michael Reaves, Il ragazzo dei mondi infiniti, I°, Mondadori, 2011,  p. 262, ISBN 978-88-04-61333-6.